# Azulitaia
Azulitaia is een geslacht van hooiwagens uit de familie Zalmoxioidae.
De wetenschappelijke naam Azulitaia is voor het eerst geldig gepubliceerd door M. A. González-Sponga in 1987. 

## Soorten
Azulitaia is monotypisch en omvat slechts de volgende soort:
- Azulitaia rubicunda